# Dimarzio Super Distortion
DiMarzio Super Distortion (DP100) è un modello di Pickup Humbucker della casa DiMarzio.
Introdotto nel 1972, con il classico colore "crema", il Super Distortion ha riscosso subito grande successo per via del suo livello di potenza (doppio rispetto ai pickup esistenti fino a quel periodo).
Poiché possedeva in uscita un livello elettrico più alto rispetto a quelli montati sulle chitarre dell'epoca, il Dimarzio Super Distortion era caratterizzato da un'impedenza doppia rispetto ad un pickup di tipo PAF e aveva un magnete ceramico più potente. Il pilotaggio degli stadi di ingresso di un amplificatore era così più alto, permettendo di ottenere con maggiore facilità un suono distorto.
Le sue caratteristiche sono: 4 conduttori, Magnete ceramico, livello di uscita a 425 mV, resistenza DC 13,68 kOhms.
Molti musicisti e gruppi (come Iron Maiden e Kiss) hanno contribuito a incrementare ulteriormente la fama di questo Pickup, ancora oggi molto usato.
Col tempo sono stati creati Super distortion di vari colori e versioni: una versione apposita per il ponte Floyd Rose (DP100F); una versione tipo Telecaster (ponte - Super Distortion T DP318), con 325 mV di potenza d'uscita; una versione tipo Stratocaster (Super Distortion S DP218), con 325 mV di potenza d'uscita, (questi ultimi 2 hanno però 13,18 kOhms); una versione tipo P-90, (P-90 Super Distortion DP209), con 400 mV di potenza d'uscita e 13,50 kOhms.